# Süleymanlı, Oltu
Süleymanlı là một xã thuộc huyện Oltu, tỉnh Erzurum, Thổ Nhĩ Kỳ. Dân số thời điểm năm 2011 là 45 người.